# Pułk Fizylierów Lancashire
Pułk Fizylierów Lancashire – oddział piechoty brytyjskiej.

## Formowanie i walki
20 pułk piechoty (ang: 20th Regiment of Foot) sformowano w roku 1688 w  Devon. Jego twórca i pierwszym dowódcą był  Sir Richard Peyton, dlatego nazywano ten pułk: Peyton's Regiment of Foot.
Pułk służył w czasie Chwalebnej Rewolucji (1688/1689), w bitwie nad rzeką Boyne w lipcu 1690 i pod Aughrim w 1691. Podczas wojny o sukcesję hiszpańską (1701–1714), brał udział w przejęciu i pokonaniu hiszpańskich galeonów w czasie bitwy w zatoce Vigo (1702). Pułk brał udział także w  bitwie pod Dettingen w czerwcu 1743 i w bitwie pod Fontenoy w maju  1745, a także pod Culloden w kwietniu 1746.
W latach 1749–1755 pułkiem dowodził George Keppel, 3. hrabia Albemarle.
W roku 1751 przemianowano go na 20 pułk piechoty; 20th Regiment of Foot. Żołnierze tego pułku wykazali się dzielnością w wojnie siedmioletniej (1756–1763). Sławę przyniosła mu bitwa pod Minden, podczas której jego żołnierze wytrzymali szarżę kawalerii francuskiej i rozbili ją.
W kwietniu 1776 wysłany pod gen. Johnem Burgoyne do Quebec i walczył w maju 1776 o oswobodzenie tego miasta od oblężenia. Pod Saratoga pułk stanowił część wojsk Burgoyna.
Później jeszcze dwukrotnie pułk zmieniał nazwę na; East Devonshire Regiment w 1782 i  Lancashire Fusiliers w 1881. Ostatecznie w 1968 roku połączono go z trzema innymi pułkami fizylierów i tak powstał istniejący do dziś Royal Regiment of Fusiliers.

## Linki zewnętrzne

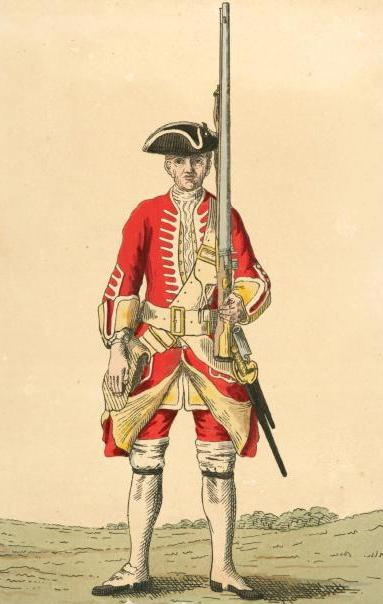
Żołnierz 20 pułku piechoty (1742)